# 戦争の狂人
『戦争の狂人』（せんそうのきょうじん、イタリア語: Scemo di guerra / フランス語: Le Fou de guerre）は、1985年製作・公開、ディーノ・リージ監督のフランス・イタリア合作映画である。

## 略歴・概要
本作は、1985年、ピオ・アンドレッティとアドリアーノ・デ・ミケーリによるイタリアの製作会社ディーン・フィルムと、クロード・ベリによるフランスの製作会社レン・プロデュクオンが共同で製作、完成した。同年5月8日 - 20日に開催された第38回カンヌ国際映画祭コンペティション部門に出品され、パルムドールを競ったが受賞はならなかった。同映画祭終了直後の5月22日からフランスで、半年後の同年11月20日からイタリアでそれぞれ公開された。
日本では、本作に関してはイタリア文化会館等での上映を除いては劇場公開されておらず、2010年9月現在、DVD等のビデオグラムも発売されていない。
撮影はイタリア語で行われた。主演のコリューシュはフランス人だがイタリアの家系の出自で、軽いフランス語訛りはあったものの流暢なイタリア語をしゃべった。共演のベルナール・ブリエもイタリア語でしゃべって演技したが、フランス語訛りは強かった。ただし彼は度々撮影でイタリアを訪れていた。最終的に、彼らフランス人をはじめとするイタリア人以外の俳優にはイタリア語の吹き替えが当てられている。

## スタッフ
- 製作総指揮 : アーメド・ラムセー （Ahmed Ramsay [5]）
- プロデューサー : ピオ・アンドレッティ（イタリア語版）、クロード・ベリ、アドリアーノ・デ・ミケーリ （Adriano de Micheli）
- アソシエイトプロデューサー : クリスチャン・スピルメケル （Christian Spillemaecker [6]）
- 監督 : ディーノ・リージ
- 原作 : マリオ・トビーノ（イタリア語版）
- 脚本 : アージェ＝スカルペッリ
- 仏語翻案 : クロード・ベリ、アンヌ・デュッテール （Anne Dutter）、ジョルジュ・デュッテール （Georges Dutter）、シモン・ミズラヒ （Simon Mizrahi）
- 撮影 : ジョルジオ・ディ・バッティスタ （Giorgio Di Battista）
- 美術 : ジュゼッペ・マンガーノ （Giuseppe Mangano）
- 音楽 : グイド・デ・アンジェリス（イタリア語版）、マウリツィオ・デ・アンジェリス（イタリア語版）

## キャスト
クレジット順
- コリューシュ  - Oscar Pilli （イタリア語吹き替え - Giuseppe Rinaldi）
- ベッペ・グリッロ  - Marcello Lupi
- ベルナール・ブリエ  - Belucci （イタリア語吹き替え - Sergio Fiorentini）
- ファビオ・テスティ（イタリア語版） - Boda （イタリア語吹き替え - Rodolfo Bianchi）
- クラウディオ・ビジオ  - Pintus
- ジャンニ・フランコ （Gianni Franco） - Cerioni
- フランチェスコ・ディオジェーネ（イタリア語版） - Nitti
- サンドロ・ジアーニ（イタリア語版） - Puddu
- グイド・ニケーリ（イタリア語版） - Rossi （イタリア語吹き替え - Marcello Prando）
- ティツィアナ・アルティエリ （Tiziana Altieri） - Fatma
- ジェフリー・コプルストン （Geoffrey Copleston） - ドイツ兵 （イタリア語吹き替え - Max Turilli）
- ニコラ・モレッリ（イタリア語版） - 精神科の軍医大佐
- アントネッラ・ディ・マルコ （Antonella di Marco） - 娼婦 Fatma
- アレッサンドラ・ヴァッツォレル （Alessandra Vazzoler） - Lola

## 関連事項
- イタリア式コメディ

## 註
1. 1 2 3 4  Madman at War, Internet Movie Database （英語）, 2010年9月16日閲覧。
2. ↑  Scemo Di Guerra, allmovie （英語）, 2010年9月16日閲覧。
3. ↑  ディーノ・リージ[リンク切れ]、キネマ旬報映画データベース、2010年9月16日閲覧。
4. ↑  ディノ・リージ、allcinema ONLINE, 2010年9月16日閲覧。
5. ↑  Ahmed Ramsay - IMDb（英語）, 2010年9月16日閲覧。
6. ↑  Christian Spillemaecker - IMDb（英語）, 2010年9月16日閲覧。